# Opel 8/22 PS
 (septembre 2024).
L’Opel 8/22 PS est une voiture de la catégorie grande routière construite par Adam Opel KG de 1913 à 1916 pour succéder au modèle 8/20 PS.

## Historique et technologie
Fin 1913, l’Opel 8/20 PS est devenue 8/22 PS en prolongeant la course du piston de 10 mm grâce à l’installation de manivelles plus grandes.
Le moteur était un moteur quatre cylindres d’une cylindrée de 2 209 cm³ (alésage x course = 75 mm x 125 mm). Il produisait 24 ch (17,6 kW) à 1 600 tr/min. Le moteur à commande latérale était refroidi par eau. Le carter moteur était en aluminium moulé et le bloc-cylindres était en fonte grise. La puissance du moteur était transmise à l’essieu arrière via un embrayage à cône en cuir, une boîte de vitesses manuelle à quatre vitesses et un arbre à cardan. La vitesse maximale de la voiture était de 65 km/h.
Le cadre était constitué de profilés en U en tôle en acier. Les deux essieux rigides étaient suspendus à des ressorts à lames semi-elliptiques. Le frein de service agissait sur l’arbre de sortie de la transmission. Le frein à main a été conçu comme un frein à tambours agissant sur les roues arrière.
Il y avait cinq styles de carrosserie, un phaéton à deux places, une voiture de tourisme à quatre ou six places, une berline quatre portes et un landaulet.
En 1916, la construction de la 8/22 PS est arrêtée. La successeur est le modèle 9/25 PS.